# Colby Lewis
Colby Preston Lewis (sinh ngày 2 năm 1979), biệt danh "Cobra", là một cựu tay ném {bóng chày]] người Mĩ, từng thi đấu tại Major League Baseball (MLB) cho các CLB Detroit Tigers, Oakland Athletics, and Texas Rangers cũng như tại Nippon Professional Baseball (NPB) cho CLB Hiroshima Toyo Carp.
Được Rangers chiêu mộ ngay vòng đầu tiên của Kì tuyển chọn cầu thủ  , Lewis ra mắt tại MLB và mùa giải 2002. Tuy nhiên sau chấn thương xương chóp xoay gặp phải trong mùa giải 2004, anh chuyển tới Detroit Tigers, không có được nhiều thời gian thi đấu và sa sút, lần lượt trôi dạt sang Washington Nationals và Oakland Athletic. 
Sau đó, từ năm 2008 đến hết năm 2009, anh chuyển tới Nhật Bản thi đấu cho Hiroshima Toyo Carp của chi giải Central League, và dẫn đầu giải về số strikeout ném được trong cả hai mùa giải ở đây, lần lượt với 189 và 186 strikeout. Anh còn được nhớ đến là một tay ném có khả năng đập home run tốt bất thường, với 5 lần đập bóng ra khỏi sân trong 2 năm thi đấu cho Carp.
Trở về đầu quân cho Rangers vào năm 2010, Lewis đã cùng đội bóng dành hai chức vô địch American League liên tiếp vào các năm 2010 và 2011. Tuy nhiên, quãng thời gian thi đấu sau đó, ngoài việc có cơ hội ném được một perfect game (bị phá hỏng bởi một hit 2 lũy ở hiệp 7) vào năm 2016, Lewis dần sa sút với tần suất chấn thương tăng lên, và giải nghệ vào đầu năm 2018.